# Zoo Veldhoven
Zoo Veldhoven is een Nederlandse dierentuin in Veldhoven. 

## Dieren
Het park is vooral gespecialiseerd in vogels, met name roofvogels, kraanvogels, uilen en exotische vogels, zoals papegaaien, toekans en neushoornvogels. Daarnaast heeft het een groot aantal andere diersoorten, zoals ringstaartmaki's, steenbokken, stokstaartjes, zebra's, kamelen, struisvogels, muntjaks, zwartwitte vari's en reptielen.

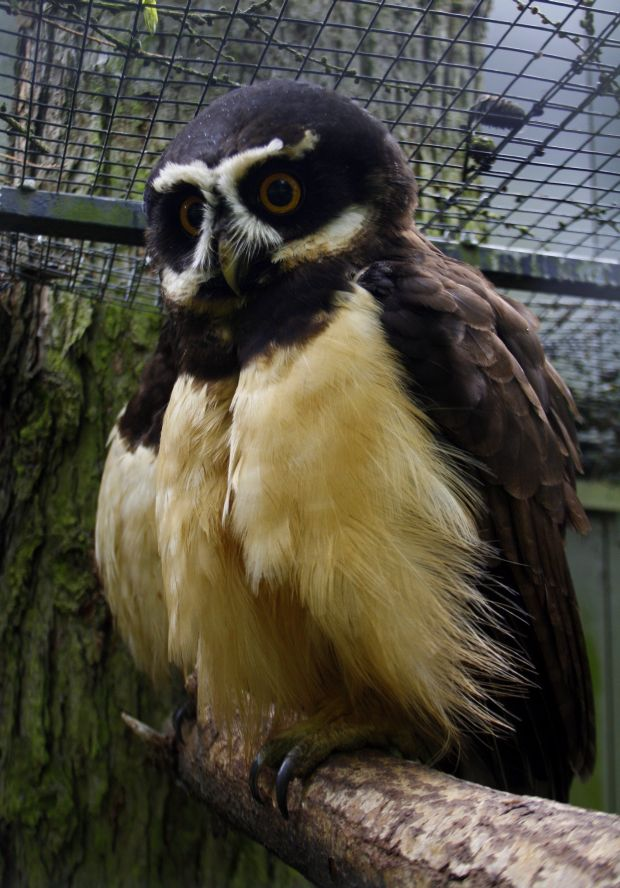
Briluil (Pulsatrix perspicillata)
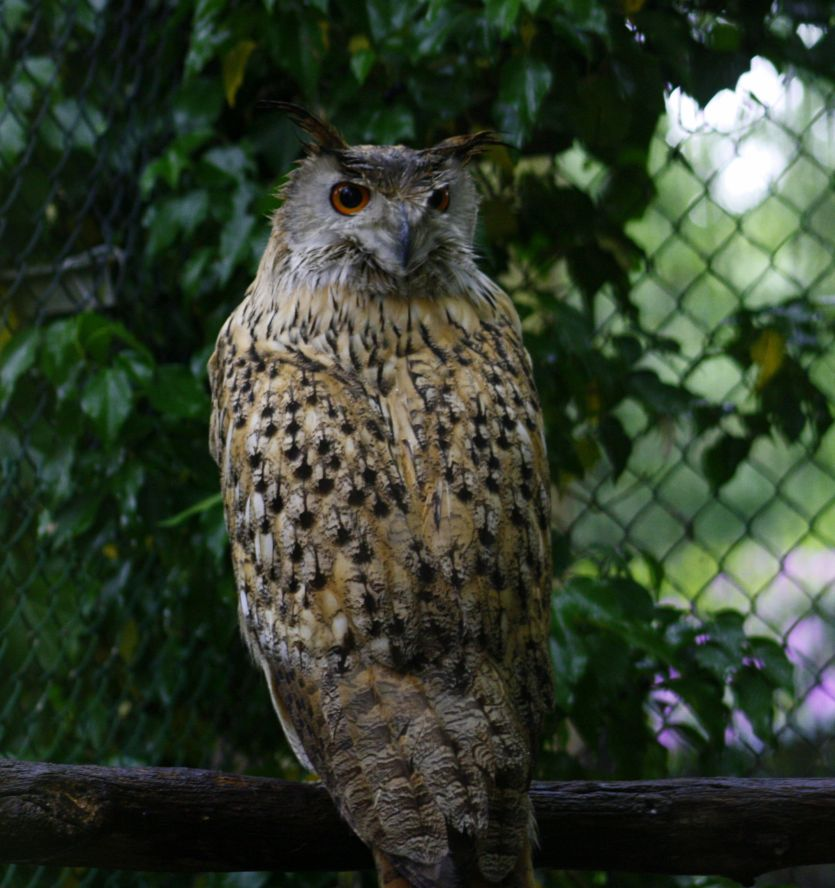
Siberische oehoe (Bubo bubo sibiricus)
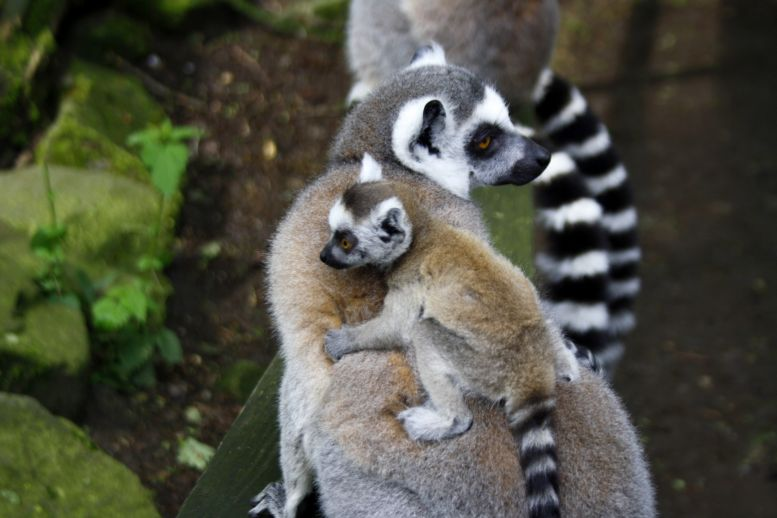
Ringstaartmaki (Lemur catta)
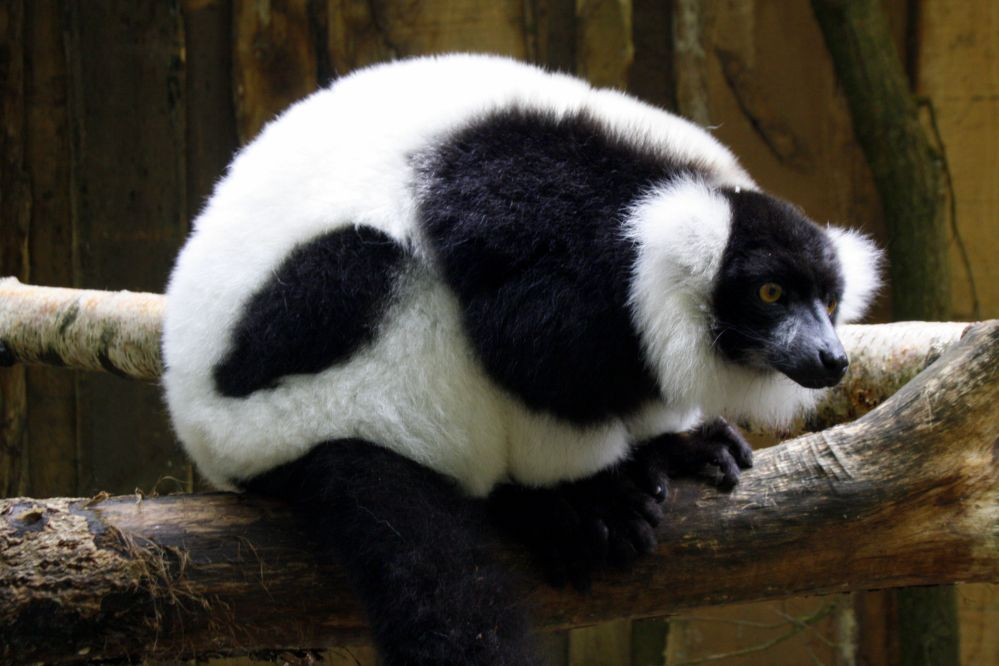
Zwartwitte vari (Varecia variegata variegata)

## Geschiedenis
Het park begon in 1992 als een initiatief van 'Stichting Nederlands Opvangcentrum Papegaaien' (N.O.P.). Nadat ze negatief in de belangstelling kwamen te staan bij de televisie-uitzending van Radar op 12 januari 2009, daalde het bezoekersaantal drastisch. Dit ondanks de uitspraak van de Algemene Inspectiedienst dat het park voldeed aan alle eisen betreffende dierenopvang.
Op 29 januari 2013 werd het faillissement uitgesproken van de stichting N.O.P., werd het park gesloten en uitgekeken naar een koper. Er dienden zich potentiële kopers aan, maar uiteindelijk werd het in maart 2013 overgenomen door een particuliere roofvogelhouder. Deze maakte op 2 augustus 2013 bekend dat hij het park in een compleet nieuw jasje zou steken en open zou stellen voor het publiek, onder een andere naam en met veel nieuwe dieren. Uiteindelijk, op 19 april 2014, opende het volledig gerenoveerd park onder de naam 'Zoo Veldhoven' zijn deuren.